# Złoty dewizowy
Złoty dewizowy – księgowa jednostka rozrachunkowa używana w Polsce do 1982 dla rozliczania prowadzonych przez państwo transakcji zagranicznych oraz używana w statystykach handlu zagranicznego. Nominalnie złoty dewizowy miał odpowiadać 0,222168 gramów złota.
Do 1971 kurs był stały: 1 złoty dewizowy = 0,225 rubla transferowego = 0,25 USD. Po kursie tym w latach 70. dokonywano zakupu przydziału dewiz na wyjazdy turystyczne.
Średnie roczne, oficjalne kursy rubla i USD wyliczane przez NBP w złotych dewizowych:
| Rok  | Kurs USD | Kurs rubla |
| ---- | -------- | ---------- |
| 1971 | 4,000    | 4,444      |
| 1972 | 3,680    | 4,444      |
| 1973 | 3,332    | 4,444      |
| 1974 | 3,332    | 4,444      |
| 1975 | 3,332    | 4,444      |
| 1976 | 3,332    | 4,444      |
| 1977 | 3,332    | 4,444      |
| 1978 | 3,166    | 4,444      |
| 1979 | 3,089    | 4,444      |
| 1980 | 3,054    | 4,444      |
| 1981 | 3,361    | 68,000     |
| 1982 | 84,823   | 68,000     |
| 1983 | 91,617   | 68,000     |
| 1984 | 71,344   | 113,715    |
| 1985 | 83,449   | 147,179    |

(Mały Rocznik Statystyczny GUS 1970, Duży Rocznik Statystyczny GUS 1981, Rocznik Statystyczny GUS 1984)